# Adriano Garib
Adriano Garib (Gália, 31 de janeiro de 1965) é um ator e letrista brasileiro. Ficou nacionalmente conhecido ao interpretar o corrupto Guaracy no filme Tropa de Elite 2 e o violento Russo na novela Salve Jorge.
Na trama de Glória Perez em 2012, seu personagem era o chefe de segurança de uma boate de mulheres traficadas, que eram constantemente maltratadas e abusadas por ele. Impiedoso e arrogante, o personagem só tinha carinho por seu gato de estimação, Yuri.

## Biografia
Adriano Garib nasceu no município de Gália, interior do estado de São Paulo. Filho de Isaac e de Léa, descende de sírio-libaneses por parte de pai e de italianos por parte de mãe. É o terceiro mais novo dos quatro filhos.
Sua carreira no teatro foi iniciada em Bauru, no começo da década de 80. Após fazer algumas peças com Paulo Neves, se mudou para Londrina (PR) para cursar jornalismo na UEL (Universidade Estadual de Londrina), lá, integrou o Grupo Delta de Teatro, um dos principais da cidade e também a Companhia Armazém de Teatro, dirigida por Paulo de Morais que revelou atores como Dan Stulbach e Patrícia Selonk. 
Como jornalista trabalhou de repórter para a TV Tropical, atual CNT Londrina. Também compôs letras e canções para artistas Londrinenses como o grupo Karadrás onde foi vocalista e para o guitarrista e compositor paulistano Bruka Lopes. 
Ficou mais conhecido na TV ao interpretar o vilão Russo na novela Salve Jorge de Glória Perez. Tendo um grande destaque na trama e muito sucesso nas ruas, o seu personagem caiu no gosto popular.

## Carreira

### Televisão
| Ano       | Título                        | Personagem                                | Notas                                                   |
| --------- | ----------------------------- | ----------------------------------------- | ------------------------------------------------------- |
| 1996      | Salsa e Merengue              | Juarez                                    |                                                         |
| 1998      | Você Decide                   | Ivo                                       | Episódio: "Tabu"                                        |
| 1998      | Malhação.com                  | Ribas                                     | Participação                                            |
| 1999      | Chiquinha Gonzaga             | Coategipe                                 |                                                         |
| 2000      | Laços de Família              | Policial                                  | Participação                                            |
| 2001      | Brava Gente                   | Casimiro                                  | Episódio: "A Coleira do Cão"                            |
| 2001      | As Filhas da Mãe              | Médico                                    | Participação                                            |
| 2002      | O Quinto dos Infernos         | Marido de Eugênia                         | Participação                                            |
| 2003      | A Casa das Sete Mulheres      | Caramuru                                  |                                                         |
| 2003      | Mulheres Apaixonadas          | Motorista                                 | Participação                                            |
| 2003      | Celebridade                   | Maurinho                                  | Participação                                            |
| 2004      | Um Só Coração                 | Osório César                              |                                                         |
| 2005      | A Lua Me Disse                | Dario Cotrim                              |                                                         |
| 2005      | Belíssima                     | Delegado                                  |                                                         |
| 2006      | JK                            | Gadelha                                   | Episódio: "8 de março"                                  |
| 2006      | Cobras & Lagartos             | Dono do bar                               | Participação                                            |
| 2006      | Malhação                      | Nogueira                                  |                                                         |
| 2007      | O Profeta                     | Onofre                                    | Episódio: "21 de fevereiro"                             |
| 2007      | A Diarista                    | Médico                                    | Episódio: "Mãe Só Tem Duas"                             |
| 2007      | Duas Caras                    | Silvano                                   |                                                         |
| 2007      | Paraíso Tropical              | Péricles                                  | Episódio: "12 de maio"                                  |
| 2007      | Amazônia                      | Advogado                                  | Participação                                            |
| 2007      | Pé na Jaca                    | Salomão                                   | Episódio: "2 de fevereiro"                              |
| 2008      | O Natal do Menino Imperador   | Embaixador                                | Especial de fim de ano                                  |
| 2008      | Casos e Acasos                | Antônio                                   | Episódio: "A Garota, o Vestibular e os Ingressos"       |
| 2008      | A Grande Família              | Dr. Waldemar (personagem da novela das 8) | Episódio: "A Estrela da Hora"                           |
| 2009      | Caminho das Índias            | Advogado                                  | Participação                                            |
| 2009      | Força-Tarefa                  | Investigador Paulinho Taka                | Episódio: "Lista Negra"                                 |
| 2009      | Caras & Bocas                 | Funcionário da Conti                      | Episódio: "16 de abril"                                 |
| 2009      | A Lei e o Crime               | Setubal                                   | Episódios: "11" e "12"                                  |
| 2009      | Maysa - Quando Fala o Coração | Roberto Côrte Real                        |                                                         |
| 2010      | Passione                      | Emerson                                   | Episódios: "29 de junho–1 de julho"                     |
| 2010      | Cama de Gato                  | Promotor no Julgamento de Alcino          |                                                         |
| 2011      | Insensato Coração             | Fonseca                                   | Episódio: "5 de março"                                  |
| 2011      | Vidas em Jogo                 | Edimilson                                 |                                                         |
| 2012      | Salve Jorge                   | Alejandro Martiniz (Russo)                |                                                         |
| 2013      | Dança dos Famosos 10          | Participante                              | Temporada 10                                            |
| 2014      | O Caçador                     | Robson                                    | Episódio: "Acontece nas Melhores Famílias"              |
| 2014      | Sexo e as Negas               | Luís Alfredo Pimentel Gomes               | Episódios: "Ventos de Mudança" "O Momento da Borboleta" |
| 2014      | Refém                         | Presidente                                | Episódio: "O Início"                                    |
| 2015      | Sete Vidas                    | Antônio                                   |                                                         |
| 2015–18   | Magnífica 70                  | Manolo Mattos                             |                                                         |
| 2016      | 1 Contra Todos                | Diretor Demóstenes                        | 9 episódios                                             |
| 2017      | Filhos da Pátria              | Intendente Matoso                         |                                                         |
| 2017      | Apocalipse                    | Tião de Deus                              |                                                         |
| 2018      | Pacto de Sangue               | Edson Campello (Edinho)                   |                                                         |
| 2018      | Me Chama de Bruna             | Cafetão                                   | Episódios: "4–7"                                        |
| 2020–2024 | Bom Dia, Verônica             | Victor Prata                              | Elenco Principal                                        |
| 2021      | Sob Pressão                   | Nivaldo                                   | Episódio: "26 de agosto"                                |
| 2022      | Rota 66 - A Polícia Que Mata  | Octávio Ribeiro Malta (Pena Branca)       |                                                         |
| 2024      | Justiça 2                     | Olavo Ferrero                             |                                                         |
| 2024      | Um Dia Qualquer               | Doutor Menezes                            | Episódio: "Madrugada"                                   |
| 2024      | Estranho Amor                 | Rubem Vasconcelos                         |                                                         |
| 2024      | Os Quatro da Candelária       | Ricardo Tavares                           |                                                         |

### Cinema
| Ano  | Título                                        | Personagem            | Notas          |
| ---- | --------------------------------------------- | --------------------- | -------------- |
| 1984 | Os Adolescentes                               | Zeca                  |                |
| 2008 | Meu Nome Não É Johnny                         | Delegado              |                |
| 2010 | Tropa de Elite 2                              | Guaracy               |                |
| 2011 | A Novela das 8                                | Padre Otávio          | Participação   |
| 2014 | Getúlio                                       | Gel. Zenóbio da Costa |                |
| 2014 | Os Caras de Pau em O Misterioso Roubo do Anel | Delegado              |                |
| 2019 | Wreckage                                      | Ralph                 | Curta metragem |
| 2021 | Reação em Cadeia                              | Tadeu                 |                |
| 2023 | O Sequestro do Voo 375                        | Brigadeiro Bastos     |                |
| 2024 | Aumenta que é Rock 'n Roll                    | Chefe                 |                |
| 2024 | Jorge da Capadócia                            | Jano                  |                |

### Teatro
| Título                         | Papel                 |
| ------------------------------ | --------------------- |
| O Ideograma da Obsessão (1988) | Oswaldo, Médico Chefe |
| A Construção do Olhar (1990)   |                       |
| A Tempestade (1994)            |                       |
| Esperando Godot (1998)         | Pozzo                 |
| O Mundo dos Esquecidos         |                       |
| Antônio e Cleópatra            |                       |
| A Tempestade                   |                       |
| Rei Lear                       |                       |
| Péricles, Príncipe de Tiro     |                       |
| Toda Nudez Será Castigada      |                       |